# Phyllachora leveilleana
Phyllachora leveilleana är en svampart som beskrevs av Theiss. & Syd. 1917. Phyllachora leveilleana ingår i släktet Phyllachora och familjen Phyllachoraceae.   Inga underarter finns listade i Catalogue of Life.